# Damau
Damau (Hindi दमाऊ) auch damaū, damaung, dhamu, dhmuva, ist eine flache Kesseltrommel mit einem Metallkorpus, die in der indischen Volksmusik in den Regionen Garhwal und Kumaon im nordindischen Bundesstaat Uttarakhand zusammen mit der größeren Fasstrommel dhol gespielt wird. Das Trommelpaar mit der damau als der höher klingenden Begleitung der dhol bildet die Grundlage für die zeremonielle und unterhaltende Musik im Freien im Unterschied zu den Sanduhrtrommeln hurka oder daunr, die alternativ zusammen mit dem Messingteller thali das für die Musik in geschlossenen Räumen verwendete Instrumentenpaar bilden. Die dhol-damau-Spieler werden vor allem für das mit Besessenheitsritualen verbundene Tanztheater Pandavalila und für Hochzeitszeremonien gebraucht, bei denen die Trommlergruppe um zwei Sackpfeifen mashak als den einzigen Melodieinstrumenten verstärkt wird.

## Herkunft und Verbreitung

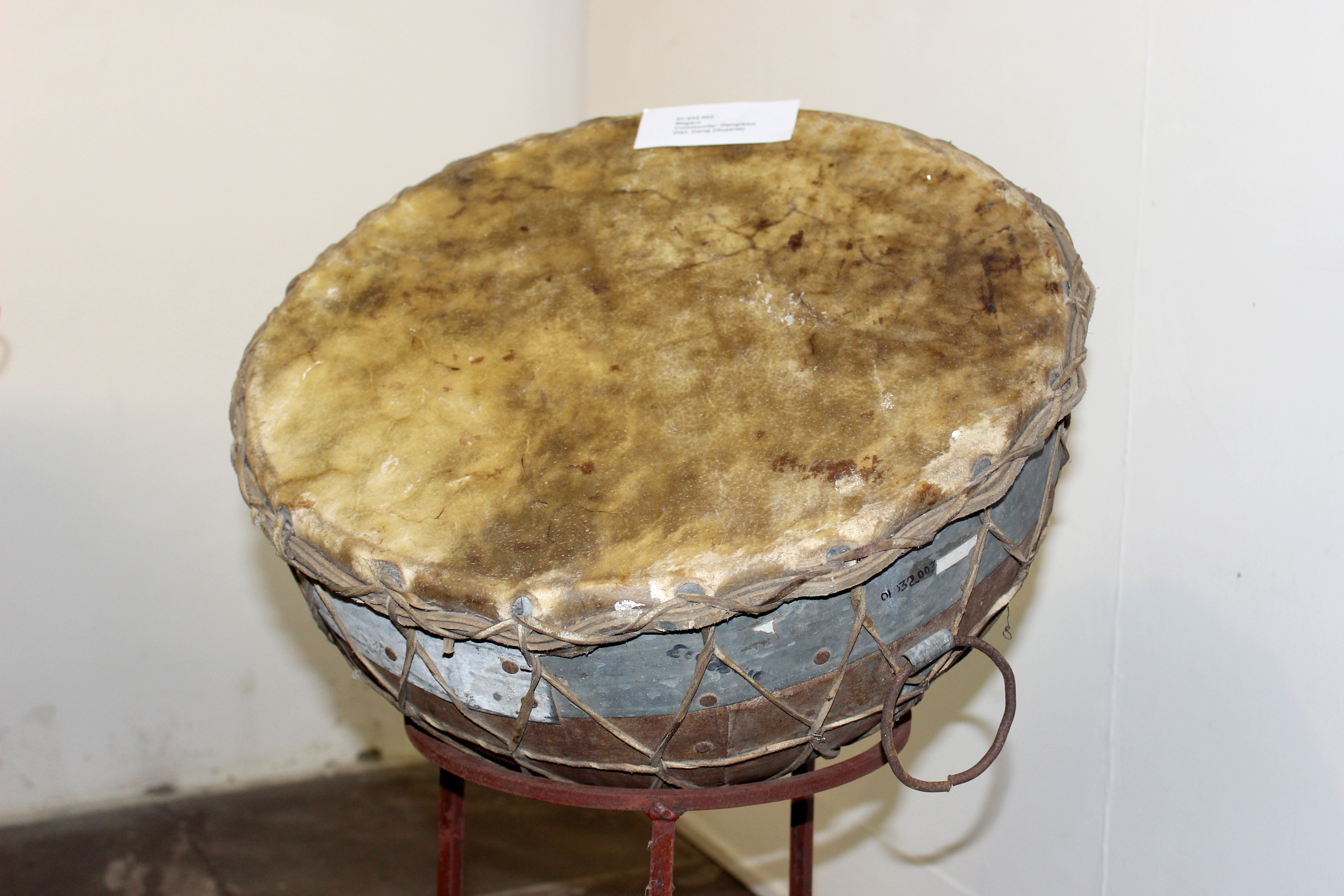
Große Kesseltrommel nagara mit einem Korpus aus Eisenblech einer Trommler-Kastengruppe in Gujarat.

Es fällt schwer, die überaus große Zahl in Indien existierender Trommeltypen mit den seit der altindischen Zeit auf Sanskrit und Tamil überlieferten Namen für Trommeln (Sanskrit allgemein avanaddha) in Verbindung zu bringen. Manche altindische Trommelnamen beziehen sich auf die Verwendung oder Bedeutung und nicht auf eine bestimmte Form, so heißt etwa tyagu-murasu, „Trommel der Freigebigkeit“ und vira-murasu, „Trommel der Helden“. Gemeinsam ist den meisten altindischen Trommeln eine magische, heilsbringende Bedeutung entweder in einem militärischen oder in einem religiösen Zusammenhang. In vedischen Texten aus dem 1. Jahrtausend v. Chr. kommt häufig der Name dundubhi für eine Kriegstrommel vor. In der Textsammlung Taittiriya-Samhita, einer bestimmten Shaka (einer Auslegung oder Schule der vedischen Schriften), wird erwähnt, dass der Korpus der dundubhi aus Holz bestand, aber nicht, ob es sich um eine einfellige Kessel- oder eine zweifellige Röhrentrommel handelte. P. Sambamurthy (1952) beschreibt in seinem Lexikon zur südindischen Musik die dundubhi als eine „große konische Trommel“ mit einem Korpus aus Mangobaumholz, die einen lauten und schreckenerregenden Ton hervorbrachte, wenn sie mit einem festen gebogenen Stab (kona) geschlagen wurde.
Dennoch sind indische Kesseltrommeln lange vor den islamischen Eroberungen im Mittelalter zweifelsfrei nachgewiesen. Ein zur buddhistisch-hellenistischen Kunst von Gandhara gehörendes Speckstein-Relief aus dem 1. Jahrhundert n. Chr. zeigt eine Reihe von stehenden Figuren, die Wein in Krügen und Tierhäuten herbeibringen und in der Mitte eine Frau mit einem Palmzweig, neben der ein Mann mit den Händen eine zwischen seinen Schenkeln eingeklemmte Kesseltrommel schlägt. Ihr kugelförmiger Korpus scheint aus Ton zu bestehen und erinnert an heute noch in der regionalen Volksmusik gespielte Tontrommeln, etwa die ghumat in Goa. Die tumbaknari in Kaschmir ist eine Bechertrommel aus Ton. Bekannter als solche Tontrommeln im alten und heutigen Indien sind mit den Händen geschlagene Tontöpfe (Idiophone) mit einer engen Öffnung ohne Membran wie die ghatam. Der Name dundubhi kommt im Rigveda, nachfolgend in den großen Epen Mahabharata und Ramayana, in den buddhistischen Jatakas und im Natyashastra vor, der bedeutendsten altindischen Abhandlung über die darstellenden Künste. Ein mit dundubhi gleichgesetztes Wort ist bheri (in heutigem Tamil perikai), das häufig in Jatakas erwähnt wird. Das Bherivada Jataka trägt den Trommelnamen im Titel.

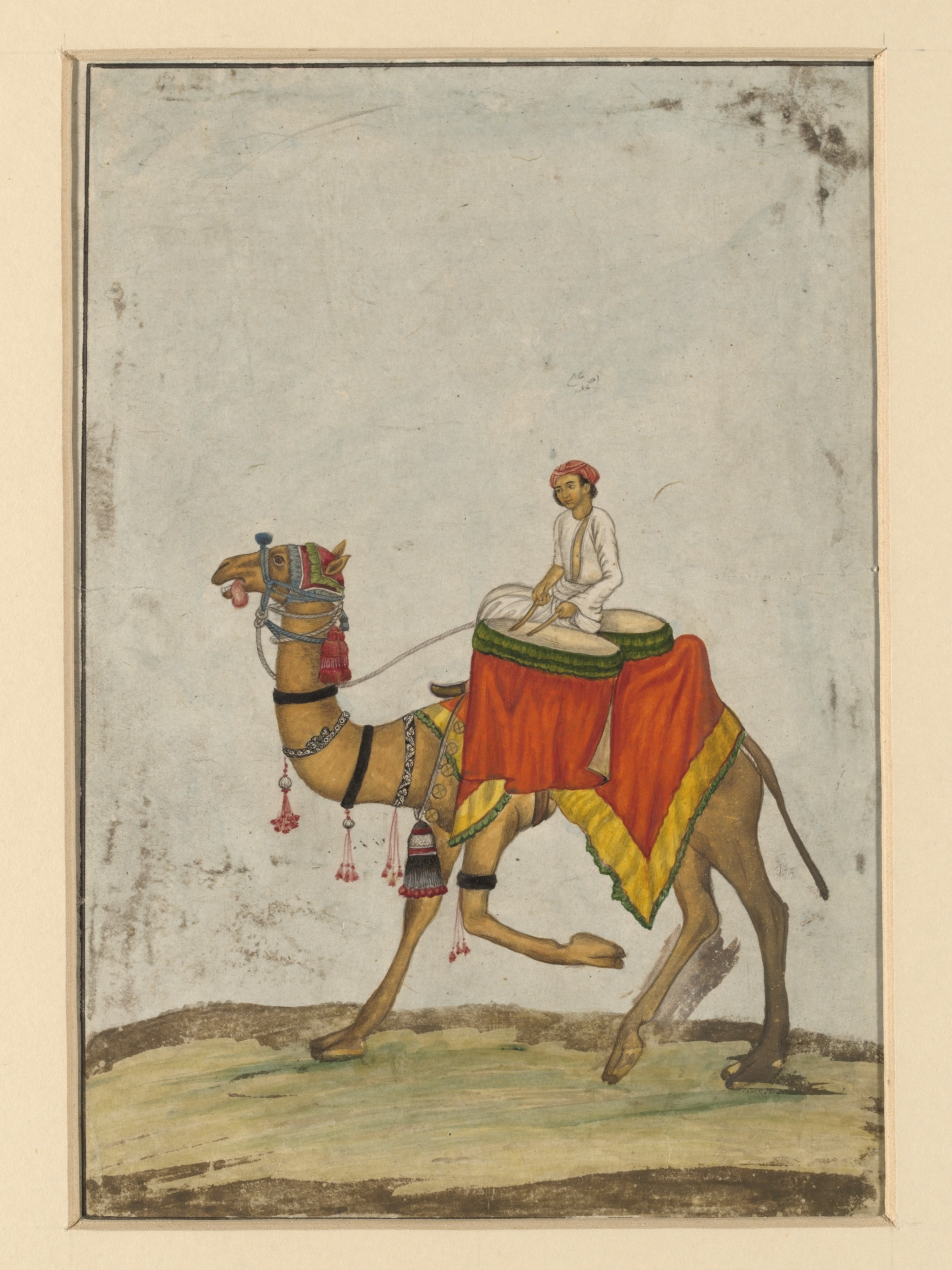
Kamelreiter mit zwei Kesseltrommeln. Mogulmalerei um 1840. Mutmaßlich von Mazhar Ali Khan aus Delhi gemalt.

Curt Sachs (1923) hält die in Indien paarweise gespielten Kesseltrommeln – und die Trommeln der Kavallerieregimenter in Europa ab dem späten Mittelalter – für eine Erfindung persischer Reiterarmeen, die schwerlich eine zweifellige Trommel auf dem Pferderücken gebrauchen konnten und stattdessen aus Gründen der Symmetrie und Gewichtsverteilung dem Pferd zwei miteinander verbundene Kesseltrommeln so umhängten, dass sie den Spieler, der sie mit Stöcken schlug, nicht beim Reiten behinderten.
Möglicherweise erreichten die ersten Kesseltrommeln aus dem Mittleren Osten Indien schon nach der ersten arabischen Eroberung des Sindh 712 zusammen mit Langtrompeten, Kegeloboen und anderen Instrumenten der Militärkapellen. Der arabische Name naqqāra (in der Schreibweise nagārā und ähnlich) für ein großes Kesseltrommelpaar ist in Indien seit der Etablierung des Sultanats von Delhi 1206 bekannt und bezeichnete zunächst eine Militärtrommel. Bald wurde die nagārā zu einem führenden Instrument in den großen zeremoniellen Palastorchestern naqqārakhāna oder naubat. Das Trommelpaar nagārā bestand aus einer hoch und einer tief tönenden Kesseltrommel. Dieser Zusammenstellung entspricht die in der klassischen indischen Musik und Unterhaltungsmusik weit verbreitete tabla. In der Hofchronik Āʾīn-i Akbarī des Mogulherrschers Akbar vom Ende des 16. Jahrhunderts wird ein riesiges, beinahe mannshohes Kesseltrommelpaar namens kurka beschrieben, bei dem jede Trommel von einem Musiker mit zwei Stöcken geschlagen wurde. Die kurka gehörte zu den Insignien des Herrschers und ertönte während der Bekanntgabe seiner Edikte. Daneben gab es laut dieser Chronik andere Kesseltrommeln mit den Namen naqqāra, kūs und damāma.
Die damāma (oder kuwarga) war ein sehr großes, die naqqāra ein kleineres Kesseltrommelpaar im naqqārakhāna, das gemäß der Auflistung im Ain-i-Akbari aus 63 Instrumenten bestand, von denen zwei Drittel Trommeln waren. Hinzu kamen Langtrompeten (karna und nafir), Kegeloboen (surna, später in Indien shehnai) und Handzimbeln (arabisch/persisch sanj). Für das 17. Jahrhundert bestätigen Miniaturmalereien, dass Kesseltrommelpaare in der Mogulzeit die am meisten eingesetzten Instrumente im naqqārakhāna (naubat) waren.
Die nagārā der Mogulzeit existiert heute noch in einem reduzierten naubat-Ensemble als zwei kleine Kesseltrommeln mit Metallkorpus, die in Rajasthan im nordwestlichen Indien gelegentlich an einigen muslimischen Schreinen gespielt werden, darunter am Grabmal des sufischen Heiligen Muinuddin Chishti in Ajmer. Die höher klingende Trommel auf der rechten Seite heißt jil oder jhil (von arabisch/persisch zir, vgl. türkisch zil) und die tiefer klingende, große Trommel links dhāma. Die Tradition der naubat scheint an manchen Orten in ähnliche Ensembles der hinduistischen Verehrungspraxis vor Tempeln übergegangen zu sein.
In der Volksmusik Rajasthans sind neben dem Trommelpaar nagara große einzelne Kesseltrommeln unter den mogulindischen Namen dhonso und damama bekannt. Damami heißt entsprechend die rajasthanische Berufskaste der traditionellen Trommelspieler. Sie gelten als sozial niedrigstehende Kaste, auch wenn sie ihre Herkunft auf die Kriegstrommler in den Armeen der Rajputen zurückführen. In Bengalen ist das kleine Trommelpaar als duggi bekannt. Im äußersten Nordosten Indiens ist die nagra eine einzelne, kultisch verehrte Kesseltrommel, die nur bei bestimmten Ritualen geschlagen werden darf. Die größte, im heutigen Nordindien einzeln gespielte Kesseltrommel ist die dhamsa mit einem Korpus aus Eisen.
In Garhwal wird die damau fälschlicherweise auch als damama bezeichnet, obwohl die damau kleiner und flacher ist und anders gespielt wird als die Kesseltrommel in Rajasthan. Dafür gibt es in Garhwal eine einzeln mit zwei Stöckchen geschlagene Kesseltrommel, die wesentlich größer als die damau ist und nagara genannt wird. In Nepal ist die nagara ein seltenes Trommelpaar, während die vorwiegend in Zentralnepal vorkommende damaha, die mit einem oder mit zwei Stöcken gespielt wird, in ihrer Form der nagara von Rajasthan und Garhwal ähnelt.

## Bauform

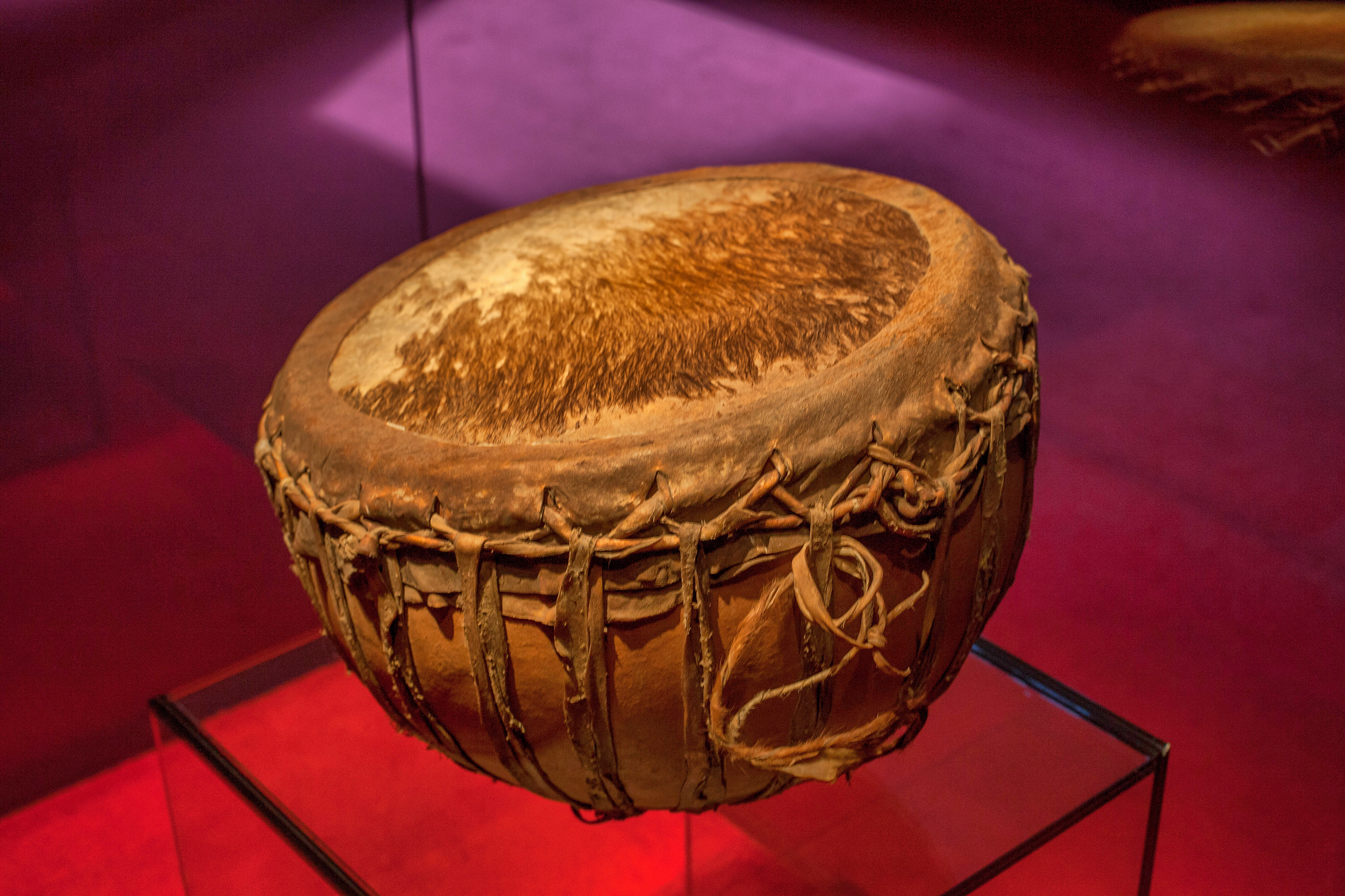
Kesseltrommel nagara aus Odisha mit einem etwas tieferen Tonkorpus, ansonsten der damau ähnlich.

Die damau besitzt einen flachen kesselförmigen Korpus aus Kupfer-, Messing- oder Eisenblech mit einem Membrandurchmesser von ungefähr 30 Zentimetern. Die Höhe des Korpus beträgt etwa die Hälfte des Durchmessers. Manche Trommeln haben am Boden eine runde Öffnung mit 11 Zentimeter Durchmesser. Der obere Trommelrand ist nicht immer genau kreisrund. Die Membran besteht aus Reh- oder Büffelhaut, sie wird über die Korpusöffnung gezogen und mit Haut- oder Darmstreifen, die kreuzförmig oder anders miteinander verknüpft sind, mit einem Ring am Boden aus demselben Material verspannt. An der Verschnürung sind an einer Seite des Korpus zwei Hautschlingen angebracht. An diesen ist ein Tragegurt aus Baumwolle befestigt, den sich der stehende Spieler diagonal um Hals und Schulter legt, sodass die Trommel mittig vor seinem Bauch hängt. Die Membran befindet sich ungefähr in senkrechter Position. Ein sitzender Musiker legt die Trommel waagrecht vor sich auf den Boden oder etwas schräg gegen seine Füße. Eine damau wiegt 5 bis 6 Kilogramm.
Geschlagen wird die damau mit zwei dünnen Stöckchen von etwa 38 Zentimetern Länge, die sich am unteren Ende verjüngen und leicht gebogen sind. Beide Stöckchen werden mit der geballten Hand zwischen Daumen und Zeigefinger eingeklemmt und ragen zwischen Zeigefinger und Mittelfinger heraus. Die Hände sind dabei eng beieinander und mit beiden Stöckchen wird stets auf die Mitte des Trommelfells geschlagen.
Nach einem Bericht aus der Mitte des 20. Jahrhunderts wurde die damau früher auch batisha (von Sanskrit vasti, „Harnblase“) genannt, wohl wegen der früher zur Herstellung verwendeten Tierhaut. Ein anderer alter Name, kamchini, bezog sich auf einen „Schellengürtel“ (Sanskrit kanchi), der manchmal um die Trommel gelegt wurde.
Obwohl die tabla und viele andere Kesseltrommeln auf eine bestimmte Tonhöhe gestimmt werden, ist dies bei der damau nicht der Fall, ebenso wenig bei der Fasstrommel dhol, mit der die damau stets zusammen eingesetzt wird. Beim Trommelpaar dhol-damau ist lediglich eine hörbare Tonhöhendifferenz von Bedeutung. Die dhol ist die größte und am tiefsten klingende Trommel in Garhwal. Sie besteht aus einem ungefähr 45 Zentimeter langen Kupfer- oder seltener Messingkorpus und hat zwei gleich große Membranen von 38 Zentimetern Durchmesser, die rechts aus Ziegen-, Hirsch- oder Büffelhaut und links aus Ziegenhaut angefertigt werden. Die linke Membran wird mit der Hand, die rechte mit einem Stock geschlagen.
Die wesentlich größere und tiefer als die damau klingende Kesseltrommel nagara ist in Garhwal heute selten und wird nur manchmal ergänzend zu einem dhol-damau-Paar bei Festveranstaltungen im Freien verwendet. Neben der dhol kommen in der Unterhaltungsmusik von Garhwal noch die kleineren Fasstrommeln dholak und dholki vor, deren Namen austauschbar für dieselbe Trommel verwendet werden.

## Spielweise
Die dhol kann auch ohne die damau und in anderen musikalischen Formen verwendet werden, umgekehrt kommt die damau nie ohne eine dhol zum Einsatz. Die dhol ist die größte Trommel in Garhwal und gilt mit zwölf unterschiedenen Schlagarten als die musikalisch vielfältigste. Bei der damau werden hingegen nur zwei Schlagarten ausgeführt: mit einem Stöckchen in der linken und einem in der rechten Hand.

### Musikerkasten und Musikstile
Die Gesellschaft von Garhwal wird – anders als im übrigen Indien – in die beiden hochkastigen Gruppen Brahmanen und Rajputen und die nur ein Zehntel der Bevölkerungszahl umfassenden niedrigen Kaste der Shilpkars eingeteilt. Die Musikerkasten, die zu den zahlreichen Berufskasten (jati) innerhalb dieser Kastenstruktur gehören, werden sämtlich der marginalisierten unteren Schicht mit einem niedrigen Einkommen zugeordnet, obwohl bestimmte Musiker für die Durchführung gesellschaftlicher und religiöser Zeremonien unentbehrlich sind. Die traditionellen Musikinstrumente in Garhwal werden in zwei Gruppen eingeteilt: für Aufführungen bei Veranstaltungen im Freien und in geschlossenen Räumen. Alle Instrumente bei Aufführungen im Freien werden von den Bajgis gespielt, der zahlenmäßig größten Musikerkaste. Nicht alle Bajgis sind Musiker, aber die Musiker unter ihnen spielen hauptsächlich dhol und damau. Bei Veranstaltungen können sie gleichermaßen mit beiden Trommeln auftreten. Andere Instrumente, die darauf spezialisierte Bajgis verwenden, sind die Sackpfeife mashak und die ebenfalls nur im Freien, aber selten gespielte, gebogene Trompete ransingha sowie die gerade Langtrompete bhankora. Die Beda (auch Baddi) sind mit dholak und Harmonium für die Unterhaltungsmusik, für devotionale Lieder (ausar) und für ein Tanzdrama mit Masken (swang oder pattar) zuständig.
Genauso notwendig für Zeremonien wie die Bajgis sind eine Gruppe von Instrumentalisten, die keiner Musikerkaste angehören und die bei Aufführungen in geschlossenen Räumen gebraucht werden. In erster Linie sind dies die Spieler der beiden Instrumentenpaare hurka (eine kleine Sanduhrtrommel) und thali (Messingteller) sowie daunr (kleine Sanduhrtrommel mit anderer Form und Spielweise) und thali. Der daunriya (Spieler der daunr) ist zugleich Sänger und als jagariya Leiter von Besessenheitszeremonien (jagar) in Privathäusern. Die privaten wie öffentlich im Freien mit dhol und damau durchgeführten jagar sind alte magische Rituale, die mit dem Volksglauben an Bhutas (Geister, Dämonen) verbunden sind.
Das gesamte gesungene Repertoire bei den unterschiedlichen Anlässen lässt sich ungeachtet stilistischer oder inhaltlicher Kriterien nach der Länge in gatha (lange epische Balladen) und lok-git (kürzere Volkslieder) einteilen. Beim gatha-Repertoire werden religiöse jagarn mit Erzählungen über Götter von eher säkularen Heldengeschichten pawada unterschieden, während das lok-git-Repertoire aus mangal-git, glückverheißenden Hochzeitsliedern, und mehreren, der Unterhaltung dienenden Gruppentänzen besteht. In der Praxis ist eine Abgrenzung zwischen Götter- und Heldenerzählungen vielfach schwierig, etwa bei aus dem klassischen Sanskritepos Mahabharata übernommenen Geschichten der fünf Pandava-Brüder, die als vergöttlichte Helden aufgefasst werden. Diese in Garhwal als Pandavalila bekannten Geschichten werden in einer Kombination aus Tanz und Theater aufgeführt. Das theatralische Element stellen an einem öffentlichen Veranstaltungsort im Freien auftretende Schauspieler dar, die zugleich zu individuellen Tänzern werden, sobald sie vom Geist der Figur, die sie verkörpern, besessen geworden sind. Hierin ähneln sie den Besessenheitstänzern der von daunr-thali begleiteten Zeremonien in geschlossenen Räumen.
Mit den zum kürzeren Volksliedrepertoire lok-git gehörenden mangal-git (von Hindi und Garhwali mangal, „glückverheißend“, „segensreich“) sind vor allem Hochzeitslieder gemeint. Diese Lieder begleiten über weite Strecken die gesamte Hochzeitszeremonie einschließlich der tagelangen Vorbereitungen und sind Anrufungen an die Götter, die für das Wohlergehen des Brautpaares und dessen Familien sorgen mögen. Lok-git sind ferner Lieder, mit denen Gruppentänze (chau(n)phala, jhumailo und tharya) begleitet werden; Arbeiterlieder (bajuband und ghasyari), die manchmal ebenfalls Gruppentänze begleiten können, und eine Reihe weiterer Unterhaltungslieder.
Das Wissen um die mit der dhol als dem führenden Instrument verbundenen Musikstile wird als Dhol Sagar (wörtlich „Meer der Trommel“) bezeichnet. Für die im Wesentlichen mündlich überlieferten Inhalte lassen sich einige fragmentarisch erhaltene schriftliche Quellen heranziehen, die jedoch aus einer sprachlichen Kombination aus Hindi, Garhwali und Sanskrit bestehen und nicht immer eindeutig zu lesen sind. Seit Anfang des 20. Jahrhunderts liegt einiges an Sekundärliteratur vor, in der die historischen Texte gesammelt und analysiert werden, um den Überlieferungskomplex Dhol Sagar, der mehr umfasst, als die erhaltenen Texte, als literarisch fassbare Einheit zu präsentieren. So verstehen viele Trommelspieler die Dhol Sagar-Tradition, deren mythische Texte über die Götter die Wirkung der Musik ausmachen.

### Pandavalila

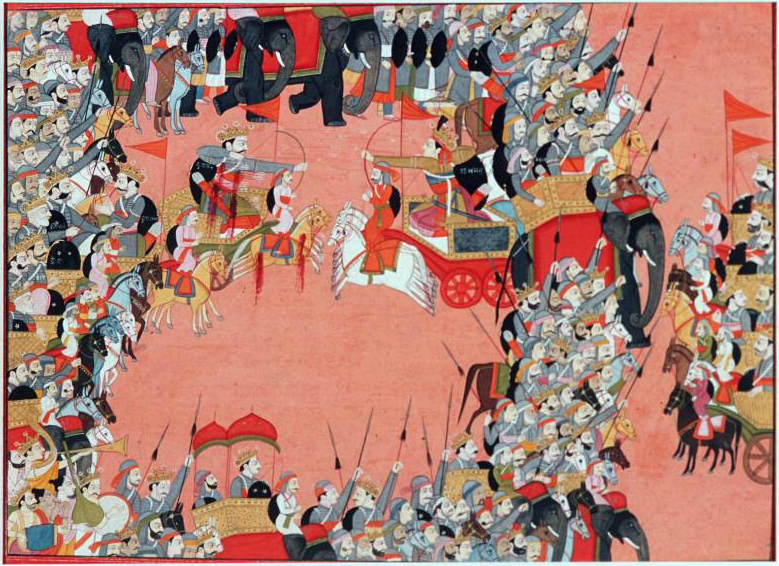
Der zu den Pandavas gehörende Abhimanyu kämpft im Streitwagen gegen Dushasana, einen Prinzen der Kauravas. Miniatur in einer Handschrift des Mahabharata, um 1803.

Pandavalila ist eine theatralische Aufführung von Geschichten aus dem Mahabharata, bei der Tänze, Besessenheitsrituale und Prozessionen begleitet von Trommelmusik einen wesentlichen Anteil haben. Die Zuschauer sollen unterhalten werden und den Segen der Götter empfangen. Für die Garhwalis tanzen Menschen und Götter gemeinsam zum Vergnügen, durch die Macht der Trommelmusik angeleitet und in einer Atmosphäre, in der religiöses Ritual und Unterhaltung ineinander übergehen. Ein Pandavalila stärkt die Beziehung der Menschen zu den Göttern und die Verbundenheit der Dorfgemeinschaft auch mit Arbeitsmigranten, die eigens für diesen Anlass in ihr Dorf zurückkehren.
In den meisten Dörfern finden Pandavalila-Aufführungen im Abstand von mehreren Jahren immer nach der Erntezeit, von Ende Oktober bis Anfang Dezember statt; sie dauern zwischen einigen aufeinanderfolgenden Tagen und bis zu einem Monat. Der durch einen provisorischen Götterschrein kenntlich gemachte Platz im Dorf, an dem die Aufführung stattfindet, wird wie die zeremoniellen Aktivitäten selbst mandan genannt. Nach der Eröffnung durch ein Opferritual am Schrein beginnt ein Gruppentanz (chaunwara) entweder der Pandava-Darsteller allein oder zusammen mit weiteren Einwohnern des Dorfes. Die Akteure stammen stets aus dem jeweiligen Dorf, Bewohner aus anderen Dörfern finden sich bei größeren Aufführungen als Zuschauer ein.
Das nachmittags und abends stattfindende Pandavalila wird von dhol-damau-Trommlern angekündigt; als Signal für die Dorfbewohner, sich am Ort einzufinden. Am Beginn steht eine glückverheißende Anrufungszeremonie (badhai oder barhai), die von den Trommlern mit einer durchgängig konstanten metrischen Schlagfolge begleitet wird. Die Schlagfolgen bestehen aus asymmetrischen Zyklen von 29 Schlägen bei einer Aufführung und bei einer anderen zunächst 13, dann zweimal 20 Schlägen auf der dhol nacheinander. Die damau wird mit ungefähr der doppelten Schlagzahl gespielt. Typisch für die meisten badhai-Rhythmen sind kurze Pausen der dhol, die von der damau mit Viertel- oder Achtelschlägen überbrückt werden. Die dhol setzt daraufhin mit zwei deutlich unterscheidbaren Schlägen der linken Hand auf den Membranrand wieder ein.
Der chaunwara beginnt stets langsam und endet in einem schnellen Tempo. Die Tänzer – ausschließlich hochkastige Männer des Dorfes – bewegen sich gegen den Uhrzeigersinn im Kreis. Auf den Hauptschlag der dhol schwingen sie mit dem Körper seitwärts und gehen in die Knie, während sie sich langsam etwas zur Kreismitte drehen. Die unterschiedlichen Trommelrhythmen hierfür (baja) haben einen langen Zyklus mit einem durch 12 teilbaren Metrum gemeinsam. Da Pandavalilas nicht jährlich veranstaltet werden, kann es vorkommen, dass die teilnehmenden Tänzer bei den langsamen baja noch koordiniert agieren, aber für das schneller werdende Tempo zu wenig geübt sind.
Gegen Ende des letzten chaunwara-Tanzes geraten die Darsteller in einen Zustand der Besessenheit von einer bestimmten Gottheit (devta) und zeigen dies durch Drehbewegungen und zuckende Gesten. Sie beanspruchen nun den gesamten Tanzplatz für ihren individuellen Auftritt. Abschließend begeben sie sich zu den Trommlern und kommen direkt vor ihnen zur Ruhe oder sie werden von einem Assistenten aufgehalten, bis ihr Trancezustand abgeklungen ist. Nach der Reihe von Besessenheitstänzen können sich andere Einwohner des Dorfes zu einem weiteren Kreistanz zusammenstellen. Im Verlauf von mehreren Tagen entwickelt sich ein immer besser choreographierter Ablauf und dramatische Szenen aus den zugrundeliegenden Erzählungen werden klarer herausgearbeitet.
Am beliebtesten ist die Episode Chakravyu (auch Chakravyuha) aus dem Mahabharata. So wird eine militärische Formation genannt, bei der sich die Gegner im Kampf in einer Kreisspirale oder einer labyrinthischen Figur immer näher kommen. Abhimanyu führt die Pandavas zum Angriff auf diese von den gegnerischen Kauravas aufgebaute Formation. Ihm allein gelingt es, einzudringen und die sieben Pforten der Stellung zu überwinden. Im innerster Raum der Festung angekommen wird er, ohne Möglichkeit zum Rückzug, von den Kauravas getötet. Das Festungslabyrinth wird mittels Holzpfosten und von allen Haushalten gespendeten Saris, also rund sechs Meter langen Stoffbahnen, auf dem Platz abgesteckt und Abhimanyu erhält einen von mehreren Personen gezogenen Streitwagen. Der gesamte Handlungsablauf wird bis zum Schluss von Trommeln begleitet, wenn sich alle Akteure in einer Gruppe aufstellen und die Trommelspieler das abschließende Signal zum Aufräumen geben.

### Hochzeitsfeiern
Die Zeit der Pandavalila-Aufführungen ist die allgemeine Festsaison, in der auch Diwali und andere öffentliche Feste (Melas) gefeiert werden. Für Hochzeiten gelten die Monate des hinduistischen Kalenders paush (Dezember/Januar) und magha (Januar/Februar) als besonders segensreich. Zu allen Veranstaltungen in dieser Jahreszeit werden dhol-damau-Gruppen eingeladen. Die meisten Trommler kennen neben dem Pandavalila-Repertoire auch dasjenige der Hochzeiten. Ohne dhol-damau kann keine Hochzeit in Garhwal durchgeführt werden. Nahezu unverzichtbar sind außerdem zwei Sackpfeifen, mashak. Sie ersetzten als einzige Melodieinstrumente im Verlauf des 20. Jahrhunderts in den dörflichen Hochzeitskapellen Garhwals die S-förmig gebogenen Trompeten ransingha und signalisieren weithin hörbar, dass eine Hochzeit stattfindet. In manchen Fällen wird anstelle der mashak-Spieler ein städtisches Ensemble mit Blechblasinstrumenten engagiert, das jedoch die dhol-damau-Spieler nicht ersetzen kann. Diese bestimmen wesentlich den Ablauf und die Strukturierung der Hochzeitszeremonie.
Mindestens sieben Tage vor dem Hochzeitstag verlässt die Braut nicht mehr ihr Haus in ihrem Dorf. Nach diversen Vorbereitungen begibt sich am eigentlichen Festtag der Bräutigam mit einer Prozession von seinem Nachbardorf zum Haus der Braut. Bereits mehrere Stunden zuvor finden an diesem Tag in der Familie des Bräutigams Tänze begleitet von Trommlergruppen statt. Dessen Hausgottheit (kul devta) und andere Götter erhalten Opfergaben, die Sänfte des Bräutigams (dola) wird mit goldfarbenen und gelben Tüchern geschmückt. Die Prozession setzt sich mit der Musikergruppe in Bewegung, bei größeren Entfernungen erfolgt die Reise in einem gemieteten Bus. Sobald die Gruppe des Bräutigams (brat) in Sicht- oder Hörweite des Dorfes der Braut angelangt ist, hält sie inne und die Trommelspieler kündigen mit lauten Schlägen ihre Ankunft an. Dabei spielen sie einen shabd genannten Rhythmus, der sich durch laute dramatische Schläge auszeichnet. Das letzte Stück vor dem Haus der Braut legt die Gruppe zu Fuß zurück, wobei der Bräutigam in der Sänfte getragen wird. Die Prozession bewegt sich im Verlauf der Anreise durch unterschiedliches Gelände: auf einem ebenen Weg oder einem steilen Pfad, was speziell darauf abgestimmter Trommelrhythmen (baja) bedarf. Ein exemplarischer Trommelzyklus, der gespielt wird, wenn die Gruppe einen steilen Pfad hinaufgeht, beginnt mit einem mehrfach gering variierten Zyklus von 10 Schlägen auf der dhol und 20 gleichbleibenden Schlägen auf der damau, gefolgt von einem Zyklus mit 14 Schlägen der dhol und doppelt so vielen auf der damau. Macht der Weg eine Kurve, so fallen die Spieler in einen anderen Rhythmus.
Die Familienmitglieder des Bräutigams werden von einem Empfangskomitee aus Mitgliedern der Brautfamilie mit eigenen Trommlern am Dorfrand oder an einem anderen markanten Punkt im Dorf empfangen und alle Gäste gehen nun gemeinsam zum Haus der Braut, wo die wesentliche Zeremonie stattfindet. Die Begegnung, das heißt die Zusammenführung der jeweiligen Musikgruppen ist ein wesentliches Ereignis, bei dem sich die beiden dhol-damau-Spieler eng nebeneinander aufstellen und eine Art schnelles Rhythmusduell aufführen.
Bei der Zeremonie beim Haus der Braut wird immer wieder zwischendurch zur Trommelbegleitung getanzt. Später oder am nächsten Tag werden Braut und Bräutigam in ihren jeweiligen Sänften mit einer Prozession ins Dorf des Bräutigams geleitet. Häufig trifft die Braut bei dieser Gelegenheit zum ersten Mal die weiblichen Mitglieder ihrer neuen Familie, die an der brat-Prozession nicht teilgenommen haben. Wenn die Braut nach einigen Ritualen und nach üblicherweise zwei Tagen nochmals in einer nunmehr kleineren Gruppe in ihr Heimatdorf zurückkehrt, wird sie dort wiederum von Trommlern und mit einer religiösen Zeremonie (puja, durchgeführt vom pujari) empfangen.
In einem beschriebenen Fall hatte eine Hochzeitsgesellschaft außer den traditionellen Ensembles mit dhol-damau und zwei mashak noch eine, in dörflicher Umgebung ungewöhnliche Blechblaskapelle angeheuert, die der brat-Prozession vorausging. Von den beiden kleinen Trommeln dieser Band wurde die eine ungefähr mit der Technik der dhol und die andere wie eine damau gespielt. Obwohl die Blechblaskapelle am und im Haus der Braut zunächst die musikalische Führungsrolle übernahm und zur gesamten Geräuschkulisse zeitweilig noch die Rezitationen des pujari und Musikeinspielungen von einem Kassettenrekorder hinzukamen, so waren dennoch die dhol-damau-Gruppen auch bei dieser Hochzeit für den Ablauf der gesamten Zeremonie von größerer Bedeutung.
Das dhol-damau-Instrumentenpaar wirkt glückverheißend, strukturiert den Ablauf und unterhält die Gäste der Hochzeitszeremonie. Für diese Zwecke werden im Unterschied zum Pandavalila keine Besessenheitszustände hervorgerufen. Die brat-Prozession, die ihre Ankunft im Dorf der Braut mit Trommelschlägen ankündigt, steht in einer symbolischen Beziehung zu marschierenden Militärmusikkapellen. Diese Assoziation wird noch durch die Sackpfeife mashak verstärkt, die um die Mitte des 18. Jahrhunderts von Militärmusikern der schottischen Highland Regiments nach Indien gebracht wurde. Während die Soldaten in Feindesland vordringen, überschreitet die Hochzeitsgesellschaft des Bräutigams die Grenze ihres „sicheren“ Heimatdorfes und das zu verheiratende Paar befindet sich am Übergang in ein neues Lebensstadium.